# Tomohiko Murayama
Tomohiko Murayama (村山 智彦 Murayama Tomohiko?, nacido el 22 de agosto de 1987 en Ichihara, Chiba) es un futbolista japonés que se desempeña como guardameta.

## Trayectoria

### Clubes
| Club                | País  | Año         |
| ------------------- | ----- | ----------- |
| Sagawa Shiga FC     | Japón | 2010 - 2012 |
| Matsumoto Yamaga FC | Japón | 2013 - 2015 |
| Shonan Bellmare     | Japón | 2016        |
| Matsumoto Yamaga FC | Japón | 2017 -      |

## Estadística de carrera

### J. League
| Club                | Año   | J. League | J. League | Copa J. League | Copa J. League | Total | Total |
| Club                | Año   | Part.     | Goles     | Part.          | Goles          | Part. | Goles |
| ------------------- | ----- | --------- | --------- | -------------- | -------------- | ----- | ----- |
| Matsumoto Yamaga FC | 2013  | 10        | 1         | -              | -              | 10    | 1     |
| Matsumoto Yamaga FC | 2014  | 41        | 0         | -              | -              | 41    | 0     |
| Shonan Bellmare     | 2015  | 34        | 0         | 2              | 0              | 36    | 0     |
| Matsumoto Yamaga FC | 2016  | 27        | 0         | 3              | 0              | 30    | 0     |
| Matsumoto Yamaga FC | 2017  | 28        | 0         | -              | -              | 28    | 0     |
| Total               | Total | 140       | 1         | 5              | 0              | 145   | 1     |